# Johan II van Gronsveld
Johan II van Gronsveld (ca. 1270 - vóór 1326) was ridder en heer van Gronsveld van 1282 tot 1326.
Johan van Gronsveld was een zoon uit het tweede huwelijk van Hendrik van Haasdal (ca. 1223 - voor 1265), heer van Schaesberg en Gronsveld en raadsheer van St. Gerlach, en Luitgarda van Stolberg-van Aken (ca. 1239 - ?), vrouwe van Gronsveld.
Hij trouwde met Margaretha van Merode (ca. 1265 - ?), de dochter van Werner IV van Rode (ca. 1235 - 1316), ridder en leenman van de graaf van Jülich, en Sophia van Weisweiler (ca. 1236 - 1278). Uit zijn huwelijk zijn vier kinderen geboren, waarvan de jongste de stamvader werd van het Huis Hulsberg. Johan werd heer van Gronsveld op het kasteel te Gronsveld dat zijn moeder Luitgarda van Stolberg had ingebracht.
- Arnold van Gronsveld (ca. 1294 - ca. 1325), vanaf 1314 ridder en heer van Gronsveld[bron?]
- Catharina van Gronsveld (ca. 1296 - ?) trouwde in 1333 met Hendrik VI van Bautershem (ca. 1295 - ?), ridder en heer van Bautershem
- Hendrik I van Gronsveld (ca. 1296 - ca. 1350) , vanaf 1326 heer van Gronsveld en burggraaf van Limburg
- Frank van Struver (ca. 1298 - 1379), heer van Bunde en het goed Struversgracht en de helft van Oud-Valkenburg. Hij was getrouwd met een dochter van Johan van Hanneffe, heer van Haneffe, en Aleida van Ochain en Condroz. Uit zijn huwelijk is Arnold I van Hulsberg, de stamvader van het Huis Hulsberg geboren.